# Собор Святого Андрія Первозваного (Саут-Баунд-Брук)
Собор Святого Андрія Первозванного або церква-пам'ятник святого Андрія — катедральний собор та символ Української православної церкви США. Архітектурна домінанта українського культурно-меморіального комплексу в містечку Саут-Баунд-Брук, штат Нью-Джерсі. Збудований на пошанування усіх, хто загинув під час Голодомору 1932—1933 років і тих, хто віддав своє життя за справу свободи та справедливості.

## Історія
Будівництво церкви-пам'ятника, водночас катедрального собору митрополичого центру УПЦ США, розпочалося 1955 року на пожертви вірян-українців поряд з цвинтарем святого Андрія з ініціативи митрополита Мстислава (Скрипника) і митрополита Івана (Теодоровича). Автором проекту собору став архітектор-канадієць Юрій Кодак. 10 жовтня 1965 року святиню було освячено.

## Мистецькі роботи і опорядження
Іконостас та мозаїки над вхідними дверима ззовні роботи художника Петра Холодного (молодшого). Оформлення інтер'єру Бориса Макаренка (1980; 1996). Мозаїку святої Ольги виконав Михайло Михалевич. Різьба по дереву Андрія Дарагана.

## Мавзолей святого Воскресіння
У підземеллі собору розташований Мавзолей святого Воскресіння, в центрі якого склеп патріарха Мстислава (Скрипника) й присвячений йому невеликий музей. Довкола центральної області розташовано ще 276 склепів для поховання українців Америки, які зробили значний вклад у життя церкви і суспільства.